# Lappsjuka
Lappsjuka är en vardaglig benämning på ett nedstämt sinnestillstånd som människor kan komma i när de vistats i en öde trakt under en längre tid på grund av att de är vana att befinna sig i en mer social kontext. Nedstämdheten är ingen medicinsk åkomma, men termen är en vedertagen populärdefinition.
En person som fått lappsjuka känner ett starkt panikartat begär efter socialt umgänge, vilket gör att personen i fråga känner sig instängd. Tillståndet botas genom att träffa andra människor.

## Andra betydelser
I Gunnar Brobergs Lappkaravaner på villovägar: om uppvisandet av samer i Europa under 1800- och 1900-talet beskrivs lappsjuka som den hemlängtan många samer upplevde i samband med att vara hemifrån. Den här definitionen av termen är den vanliga tolkningen i de norra delarna av Sverige, då man exempelvis kan säga att en person som inte känner sig passa in i storstan utan bara vill åka hem har lappsjuka.[källa behövs]
Lappsjuka brukar ibland jämföras med den engelska termen ”cabin fever”, vilket har en annorlunda definition än de två ovannämnda men i vissa drag påminner om företeelsen.